# Grèzes, Lot
Grèzes är en kommun i departementet Lot i regionen Occitanien i södra Frankrike. Kommunen ligger i kantonen Livernon som tillhör arrondissementet Figeac. År 2022 hade Grèzes 158 invånare.

## Befolkningsutveckling
Antalet invånare i kommunen Grèzes
| Referens: INSEE |